# Luxemburgo en los Juegos Olímpicos de Estocolmo 1912
Luxemburgo estuvo representado en los Juegos Olímpicos de Estocolmo 1912 por un total de 21 deportistas masculinos que compitieron en 2 deportes.
El portador de la bandera en la ceremonia de apertura fue el gimnasta Jean-Pierre Thommes. El equipo olímpico luxemburgués no obtuvo ninguna medalla en estos Juegos.